# Aellopos
Aellopos é um gênero de mariposas diurnas da família Sphingidae. Foi descrita inicialmente por Jacob Hübner em 1819.
As espécies desse gênero ocorrem desde o estado do Maine, nos Estados Unidos, na América Central e dali até a Argentina e Uruguai, na América do Sul.

## Espécies
- Aellopos blaini (Herrich-Schaffer, 1869)
- Aellopos ceculus (Cramer, 1777)
- Aellopos clavipes (Rothschild & Jordan, 1903)
- Aellopos fadus (Cramer, 1775)
- Aellopos tantalus (Linnaeus, 1758)
- Aellopos titan (Cramer, 1777)

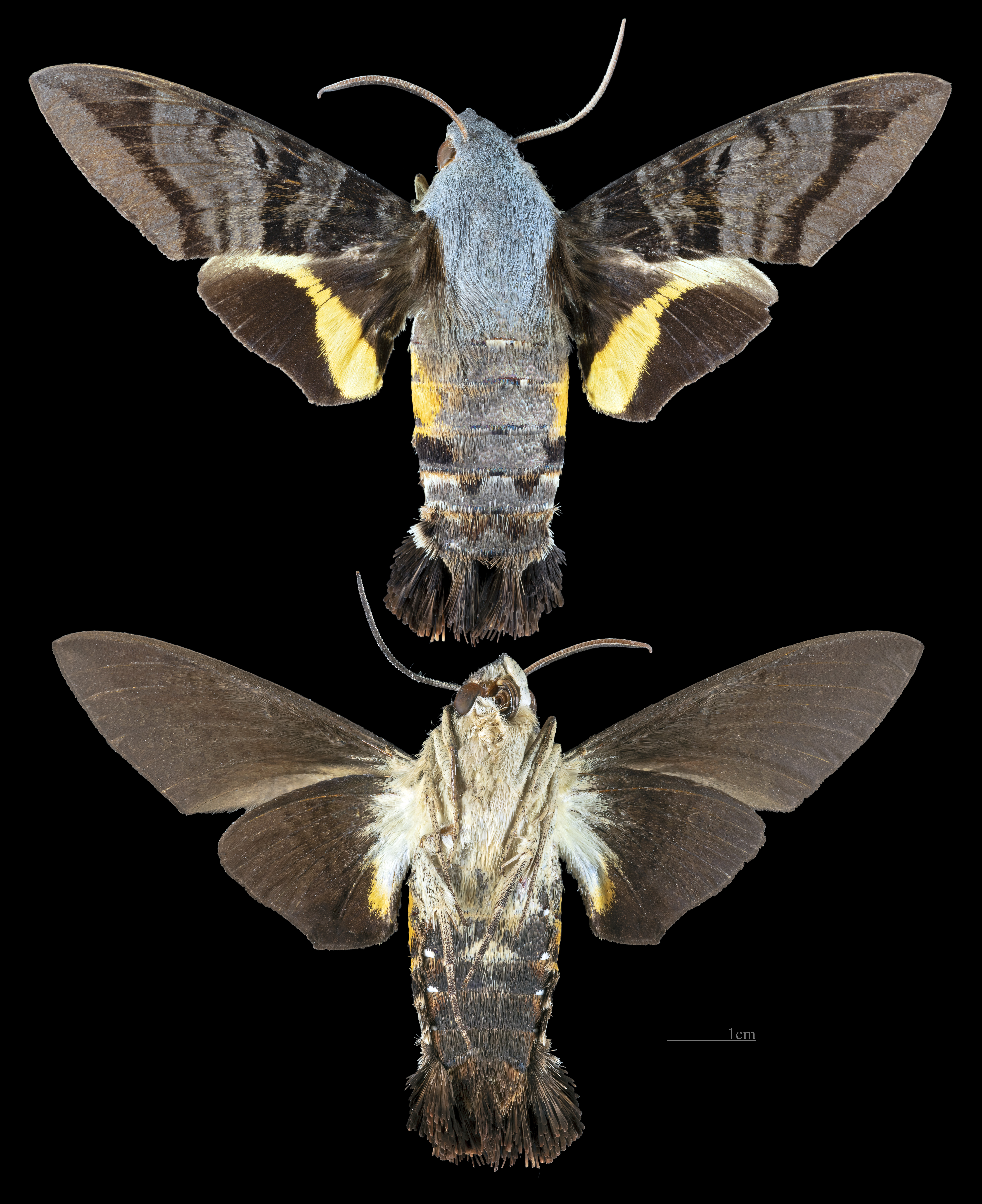
Aellopos ceculus
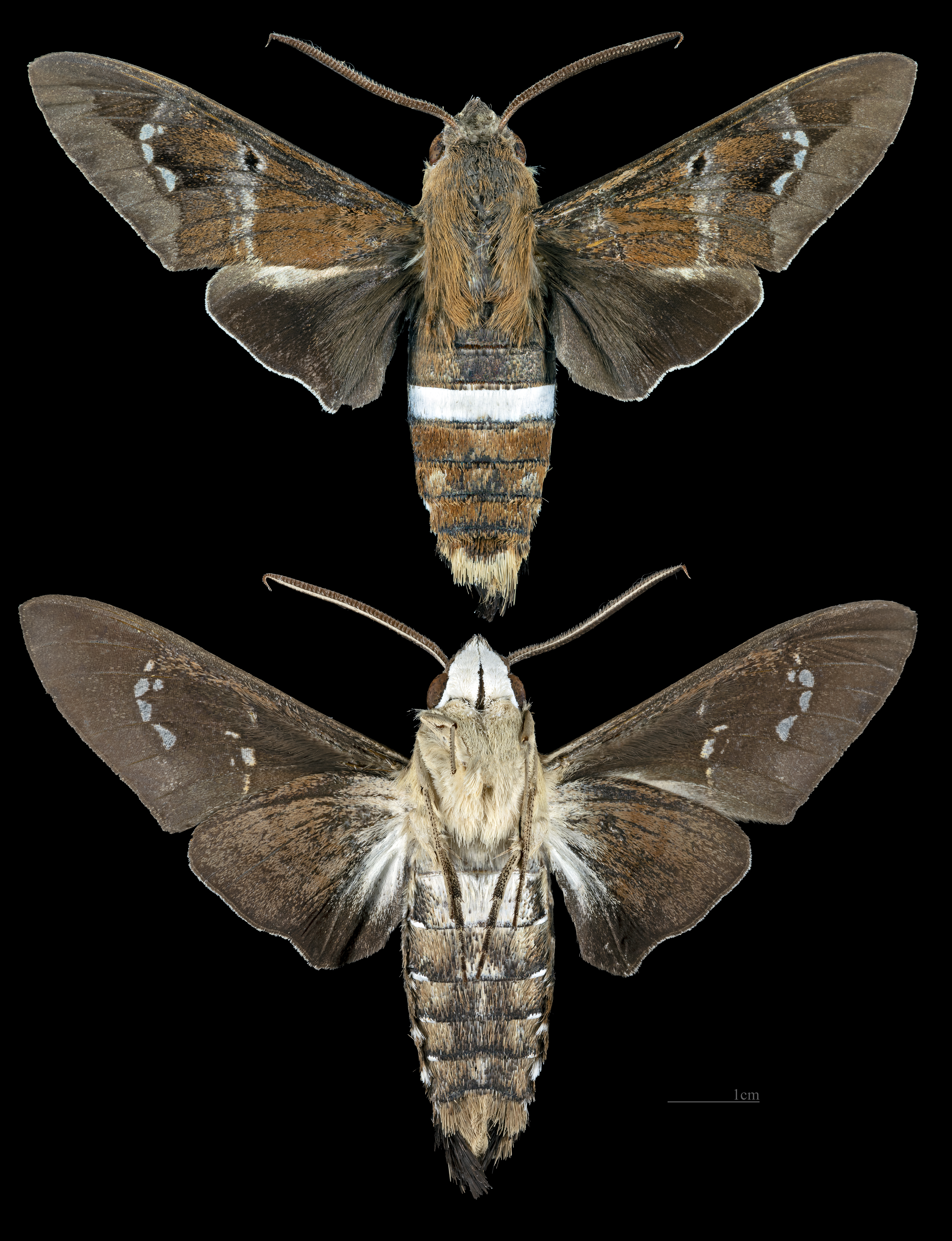
Aellopos clavipes
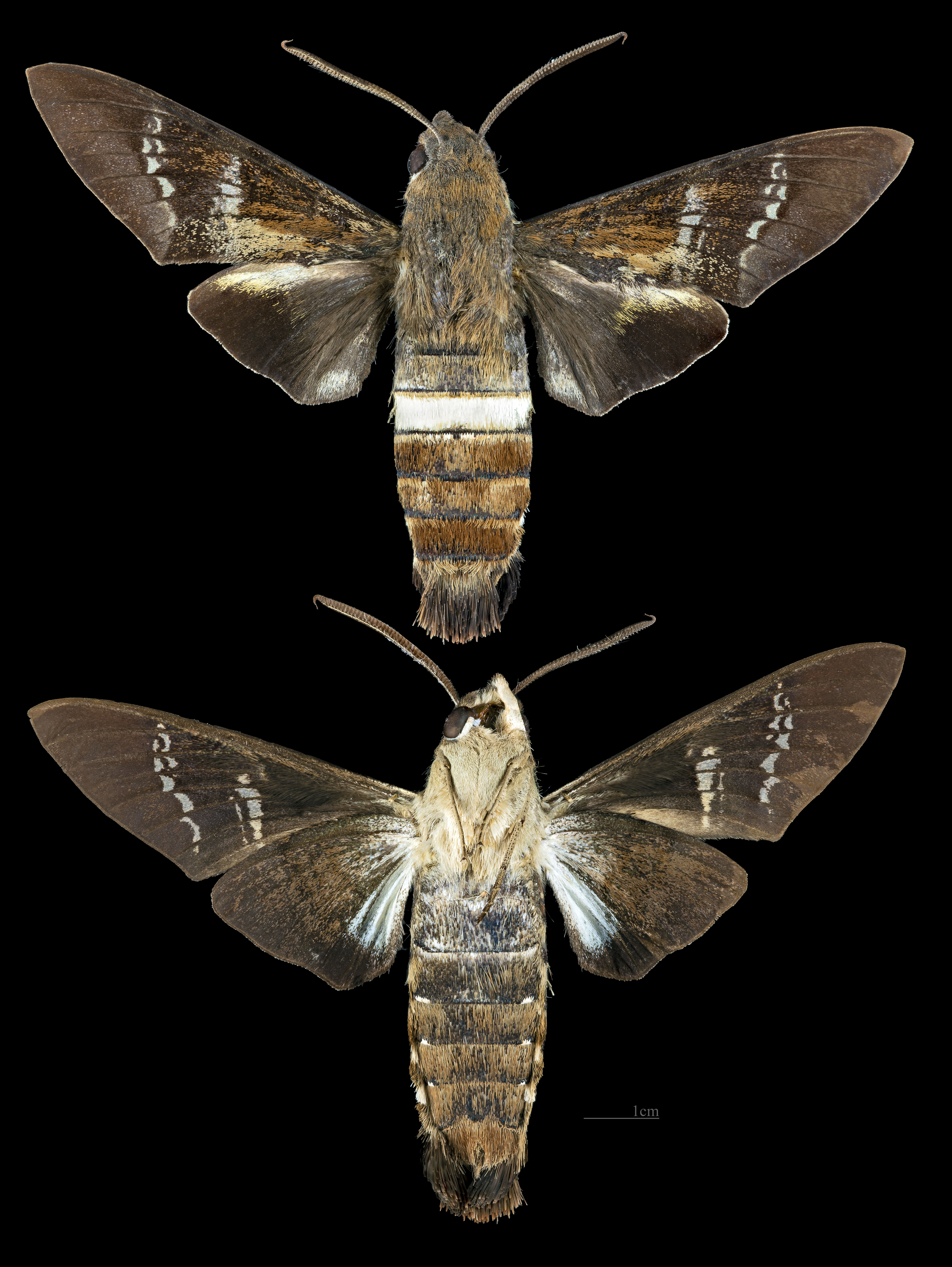
Aellopos fadus
Aellopos tantalus
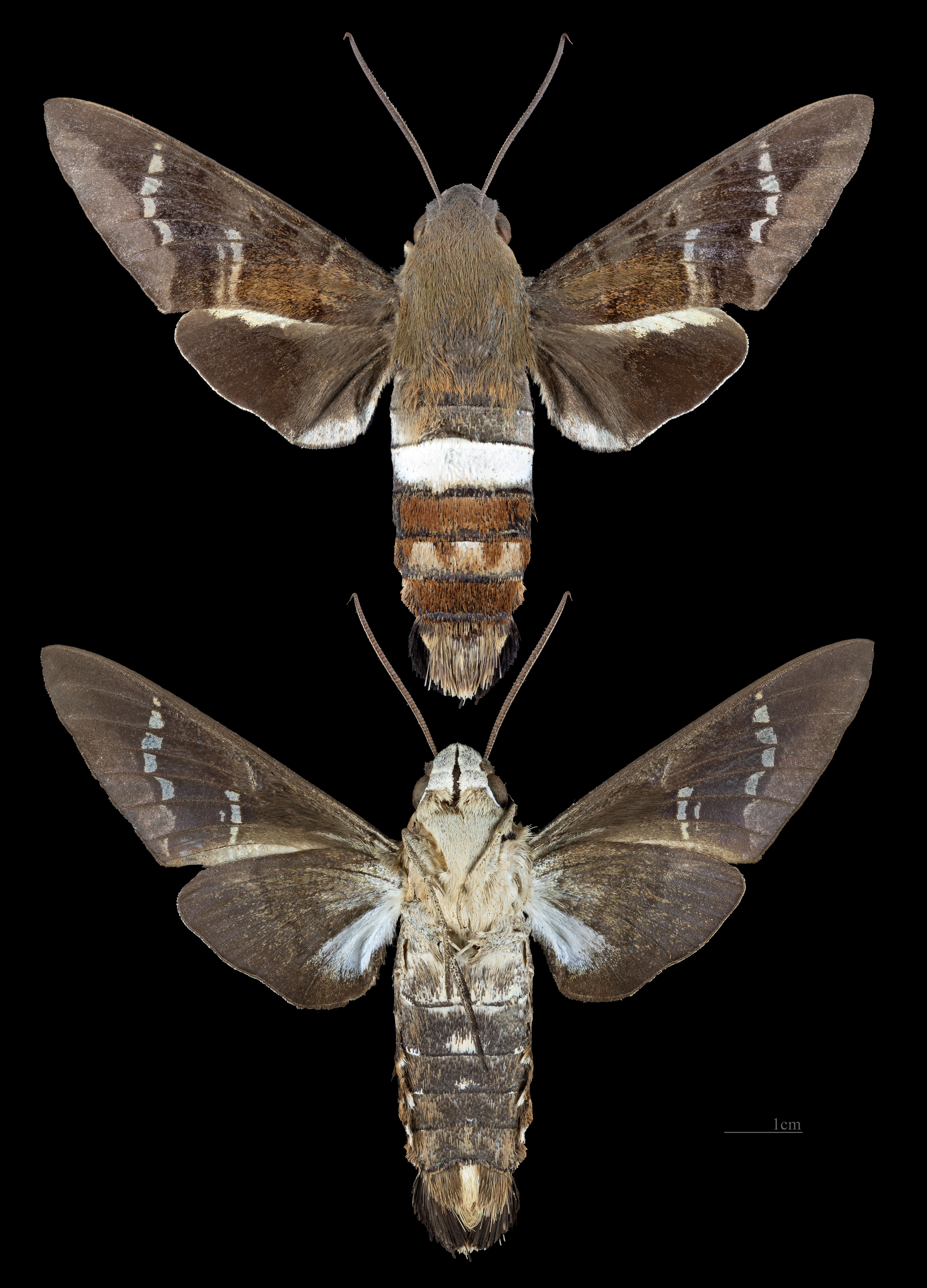
Aellopos titan